# Syntormon pseudopalmarae
Syntormon pseudopalmarae är en tvåvingeart som beskrevs av Negrobov och Igor Shamshev 1985. Syntormon pseudopalmarae ingår i släktet Syntormon och familjen styltflugor. Inga underarter finns listade i Catalogue of Life.